# Enhanced Messaging Service
Enhanced Messaging Service (EMS; с англ. — «улучшенная служба сообщений») — стандарт передачи сообщений, принятый Samsung, Ericsson, Motorola, Siemens, Alcatel и еще несколькими компаниями. Является расширением стандарта SMS для сотовых телефонов стандартов GSM, TDMA и CDMA.
EMS — это промежуточная технология между SMS и MMS, которая предоставляет некоторые возможности MMS и была последней полностью заменена. Телефоны с поддержкой EMS могли посылать и получать сообщения, которые содержали текст с форматированием (полужирный, курсив и т.д.), анимацию, рисунки, иконки, звуковые эффекты и рингтоны. 
EMS-сообщение, которое приходило на телефон, который не поддерживал EMS, показывалось как сообщение SMS. Хотя они могли и не читаться из-за присутствия дополнительных данных, которые не могли быть отображены устройством. 
В некоторых странах EMS-сообщения между абонентами могли быть не доставлены по причине сброса их в сети оператора связи, не поддерживающего сервис. Хотя в Англии эта система работала.
EMS так и не получил широкого распространения из-за ограниченного взаимодействия разных телефонов, и большинство операторов никогда  не предоставляло этой услуги.
Стандарт EMS описан в 3GPP Technical Specification 23.040 Архивная копия от 24 октября 2008 на Wayback Machine, "Technical realization of Short Message Service (SMS)".
9 июня 2008 организация CTIA официально выпустила  RFI "Enhanced Messaging implementation with focus on Group Messaging". В этой спецификации описывалось взаимодействие системы SMS и системы передачи сообщений по интернет Instant messaging. Этот документ также назывался  «SMS 2» или «Instant SMS» («мгновенное SMS»).